# Lipochaetes extrusus
Lipochaetes extrusus is een eenoogkreeftjessoort uit de familie van de Anchimolgidae. De wetenschappelijke naam van de soort is voor het eerst geldig gepubliceerd in 1996 door Humes.